# غابرييل دوس سانتوس فرنسيسكو
غابرييل دوس سانتوس فرنسيسكو (بالبرتغالية: Gabriel dos Santos Francisco‏) هو لاعب كرة قدم برازيلي في مركز الهجوم، ولد في 16 مارس 1999 في ريو دي جانيرو في البرازيل. لعب مع نادي سيارا.

## وصلات خارجية
- غابرييل دوس سانتوس فرنسيسكو على موقع اتحاد أوكرانيا (الإنجليزية)
- غابرييل دوس سانتوس فرنسيسكو على موقع قاعدة بيانات كرة القدم.إي يو (الإنجليزية)
- غابرييل دوس سانتوس فرنسيسكو على موقع Soccerway.com (الإنجليزية)